# マリンボー
マリンボー（Marienborg）は、デンマークの首相の公邸である。位地はシェラン島のコンイェンスレンビュであり、コペンハーゲンから15km北に離れた場所にある。
1962年より使用され、政府の会議、サミット、その他公式行事（首相の新年の演説）などに用いられている。。他国の官邸（たとえばホワイトハウス、ダウニング街10番地、モンクロア宮殿、エリゼ宮）と違い、マリンボーは政府本部や首相の執務室としての役目を担っておらず、代わりにクリスチャンスボー城に位置づけられる。

## 歴史
かつては私有地であり、所有者は移り変わってきた。
- 1745–1750: Captain Olfert Fischer[3]
- 1750–1753: Peter de Windt
- 1753–1755: Maria Cathrine Michaelsdatter Fabritius
- 1755–1764: Jacob Frederik Schaffalitzky de Muckadell
- 1764–1793: Gysbert Behagen
- 1793–1795: Hans Werner Rudolf Rosenkrantz Giedde
- 1795–1800: Johan Frederik Lindencrone
- 1800–1801: Johann Traugott Lebrecht Otto
- 1801–1803: Julius Ludvig Frederik Rantzau/Johan de Windt
- 1803–1807: Jean de Coninck
- 1807–1809: Estate of Jean de Coninck
- 1809–1824: Peter Boll Wivet
- 1824–1849: Cathrine Ernst
- 1849: Cecilie Wivet
- 1849–1855: Edvard Knudsen
- 1855–1863: Vilhelm Junius Lorentz Petersen
- 1863–1864: Estate of Vilhelm Junius Lorentz Petersen
- 1864–1885: Rosalie Hennings
- 1885–1899: Moltke family
- 1899–1915: Oscar Wandel
- 1915–1934: Vilhelm Skovgaard-Petersen
- 1934–1960: C. L. David
- 1960–1962: Estate of C. L. David
- 1962–現在: 官有地

## 写真

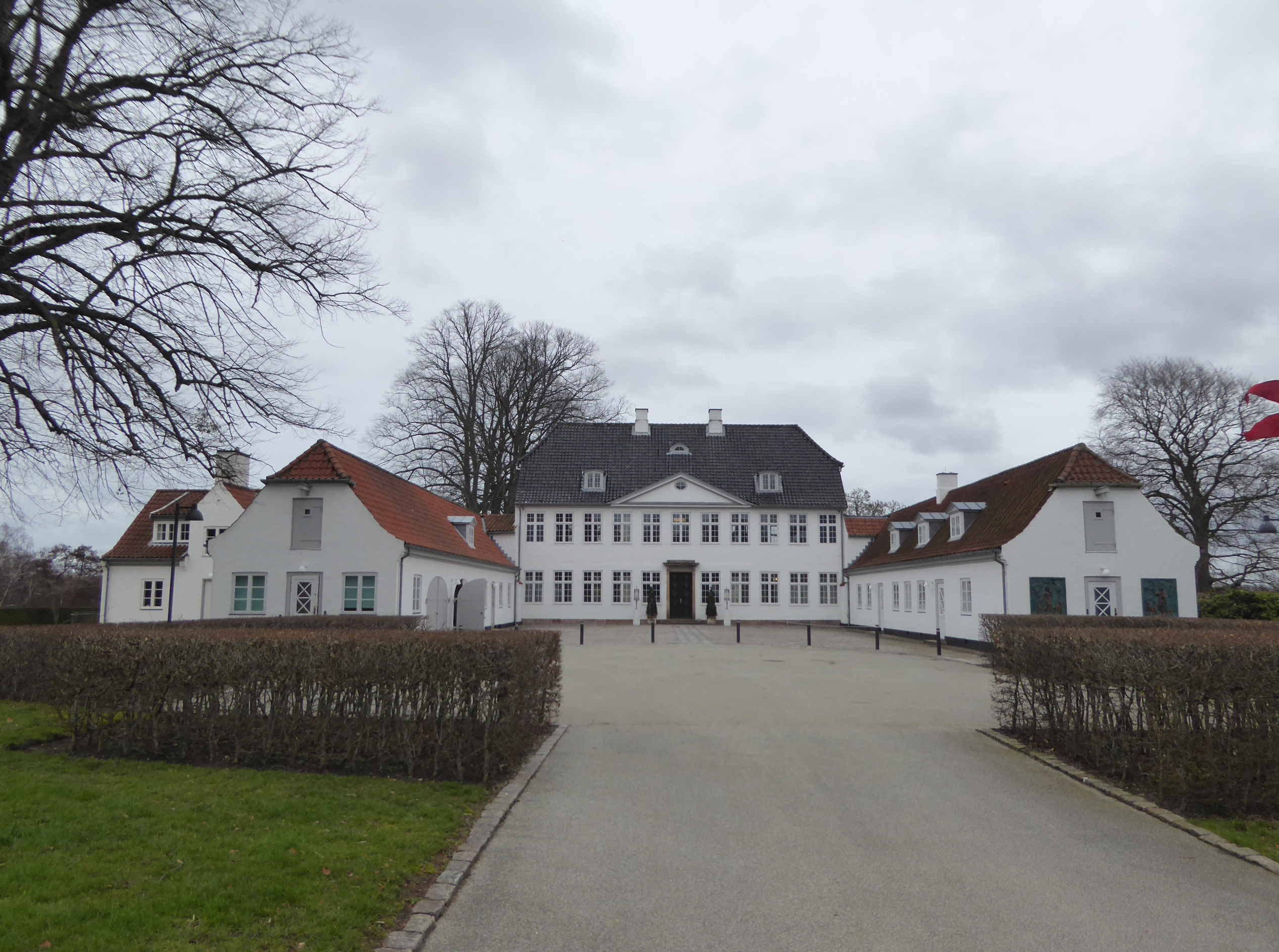
マリンボー

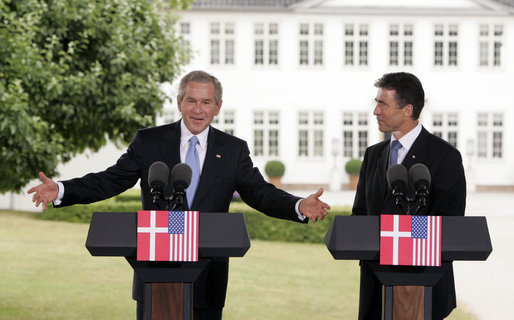
マリンボーの庭にて記者会見する、米国ジョージ・W・ブッシュ大統領とデンマーク首相（2005年7月）